# 危険なささやき
『危険なささやき』（原題：Pour la peau d'un flic）は、1981年制作のフランスのスリラー映画。
ジャン＝パトリック・マンシェット原作の小説Que d'os !（邦題は映画と同じ『危険なささやき』、ハヤカワ・ミステリ文庫）の映画化。アラン・ドロンの初監督映画で、ドロンは製作・脚本も兼ねている。
不動産会社の地産の第1回配給作品で、東映ユニバースフィルムが配給協力に当たっている。

## あらすじ
ある日、元刑事の私立探偵シュカスのもとにイザベル・ピゴと名乗る中年の婦人がやって来て、行方不明になった娘を捜してほしいと依頼する。
しかしその後、刑事がやって来て、シュカスに「金だけ貰って、娘は見つからなかったと言え」と謎の忠告をしてくる。さらにシュカスは謎の男に襲われ、ピゴ夫人は待ち合わせた広場で何者かに狙撃され殺されるなど、不可解な出来事が次々と起きる。
シュカスは相棒のタルポンと調査を進めるうち、彼女の失踪の裏に巨大な陰謀があることをつかむ。

## キャスト
- シュカス：アラン・ドロン
- シャルロット：アンヌ・パリロー
- タルポン（エマン）：ミシェル・オークレール
- コシオリ刑事：ダニエル・チェカルディ
- ショファール警視：ジャン＝ピエール・ダラ
- イザベル・ピゴ：アニク・アラーヌ
- カスぺール：グザヴィエ・デプラ
- ルネ・ムゾン：パスカル・ロベール
- ミレーユ・ダルク（カメオ出演）